# Jarud
Jarud (giản thể: 扎鲁特旗; phồn thể: 扎魯特旗; bính âm: Zālǔtè Qí, Hán Việt: Trát Lỗ Đặc kỳ) là một kỳ của địa cấp thị Thông Liêu, khu tự trị Nội Mông Cổ, Trung Quốc. Kỳ nằm ở phía đông của khu tự trị và cách trung tâm đô thị của Thông Liêu 150 kilômét (93 mi) về phía đông nam. Quốc lộ 304 đi qua địa bàn kỳ.

### Trấn
| - Trát Bắc (鲁北镇) - Hoàng Hoa Sơn (黄花山镇) - Dát Hợi Đồ (嘎亥图镇) - Cự Nhật Hiệp (巨日合镇) | - Ba Nhã Nhĩ Thổ Hồ Thạc (巴雅尔吐胡硕镇) - Liên Hiệp Đồn (联合屯镇) - Hương Sơn (香山镇) - Hãn Sơn (罕山镇) |

### Hương
- Thái Bình Sơn (太平山乡)

### Tô mộc
| - Mao Đô (毛都苏木) - Ba Ngạn Tháp Lạp (巴彦塔拉苏木) - Ô Ngạch Cách Kỳ (乌额格其苏木) - Tra Bố Dát Đồ (查布嘎图苏木) - Ô Lực Cát Mộc Nhân (乌力吉木仁苏木) - Đạo Lão Đỗ (道老杜苏木) | - Tiền Đức Môn (前德门苏木) - Ba Ngạn Mang Cáp (巴彦芒哈苏木) - Ô Lan Cáp Đạt (乌兰哈达苏木) - Cách Nhật Triêu Lỗ (格日朝鲁苏木) - A Nhật Côn Đô Lãnh (阿日昆都冷苏木) |

### Khác
- Nông trường chăn nuôi gia súc Dát Đạt Tô (嘎达苏种畜场)